# ゴッターニ!
『ゴッターニ!』は、1995年11月17日から1997年3月28日まで東海テレビで放送されたバラエティ番組。放送時間は毎週金曜 25:25 - 25:55 (JST) 。

## 概要
海砂利水魚（現・くりぃむしちゅー）の上田晋也と有田哲平が、各回の共演者たちとともにクイズやトーク、あるいはコントやドラマといった様々なバラエティ企画を遂行していた深夜番組である。上田たちは毎回番組側から出される指令に基づいて企画を遂行していた。

## 出演者

### レギュラー
- 上田晋也（海砂利水魚）
- 有田哲平（海砂利水魚）

### 準レギュラー
- 角田信朗
- 末永宰士
- 井上香苗
- アマゾンズ
- 児嶋一哉（アンジャッシュ）
- 渡部建（アンジャッシュ）
- 松本梓 - ドラマコーナー「抱きしめて抱きしめて抱きしめて」に出演。

## 放送内容例
- 場外乱闘 K-1角田信朗 vs 海砂利水魚
- あのサブリナと英会話漫談
- 最低視聴率記録 ヤバイぞ海砂利水魚
- 大興奮 内面美人コンテスト
- 懸賞金で一獲千金を狙え
- 名珍解答続出 クイズ“答えが先よ”
- 酒池肉林 美女アシスタント王決定戦
- 桃色かるた 官能百人一首
- 少女・美女？・熟女 真夏のプール激写
- 徹底討論 海砂利水魚の上田はキザか

## レギュラーコーナー
猫の目ニュース
有田哲平扮するニュースキャスターが、日本国外で起きた町内会レベルの珍事といった世間的にはどうでもいいような話題を視聴者に伝えていたコーナー。同コーナー出演時の有田はヘアスタイルを七三分けにしていた。有田がニュースを読み上げるその後ろでは、実写取り込みの招き猫の映像がくるくると回っていた。
抱きしめて抱きしめて抱きしめて

## エピソード
この番組の準レギュラーを務めていた末永宰士は、妻の出産を機に山口県下関市へ帰郷。その後しばらくは地元コミュニティエフエム下関（カモンFM）のパーソナリティを務めながら音楽活動を続けていたが、後に「焼酎BAR」という店を営むようになった。その後、同じく下関市出身者の波田陽区が『おでかけ!パレット』2006年11月19日放送分の収録でこの地を訪れた際に、末永は波田のかつての同級生ということで取材を受け、久々に東海テレビへの出演を果たした。このリポートで末永は、かつて番組で共演していた海砂利水魚の2人が後に全国区でブレイクしたことについて、羨望の気持ちを持って語っていた。